# Nærøyfjord
El fiord de Nærøy (en noruec: Nærøyfjorden) és un fiord situat al municipi d'Aurland a Sogn og Fjordane, Noruega.
Es tracta d'una branca del gran fiord de Sognefjord. Fa uns 17 quilòmetres de llarg i en alguns trams presenta una amplada de només uns 250 metres, de manera que és el fiord navegable més estret del món. De fet, és un dels principals atractius naturals, paisatgístics i turístics de Noruega.
Des del 2005, el fiord està catalogat com a Patrimoni de la Humanitat sota la denominació de Fiords occidentals de Noruega. També ha estat catalogat per la National Geographic Society, amb el número u del món com a patrimoni natural juntament amb el fiord de Geiranger.

## Galeria d'imatges

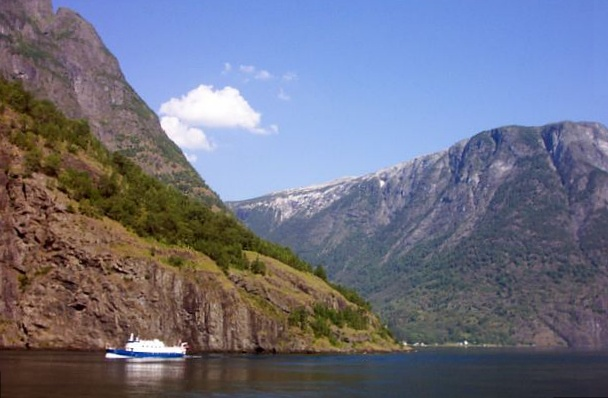
Nærøyfjord
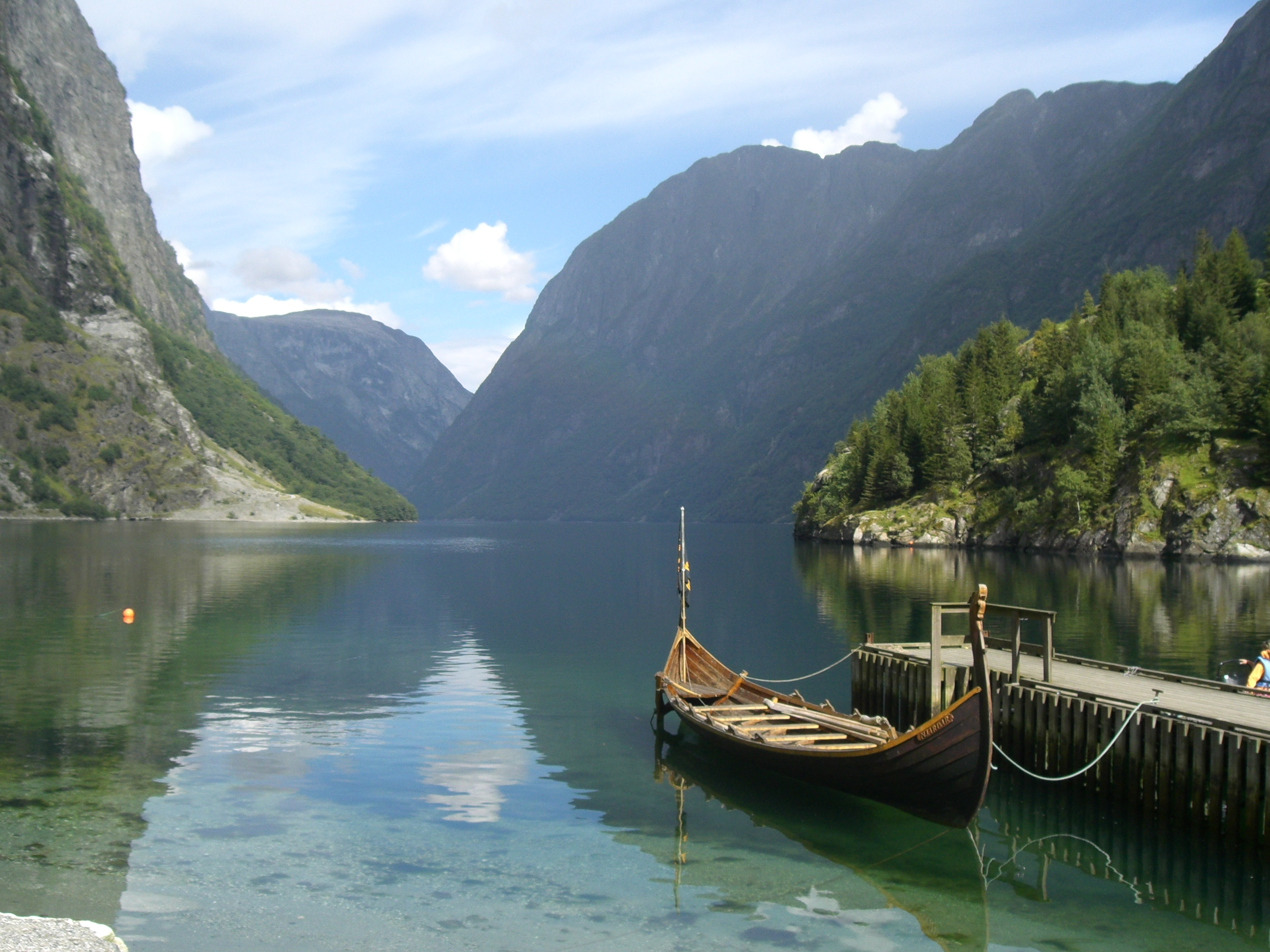
Vista des de Gudvangen, a la capçalera del fiord
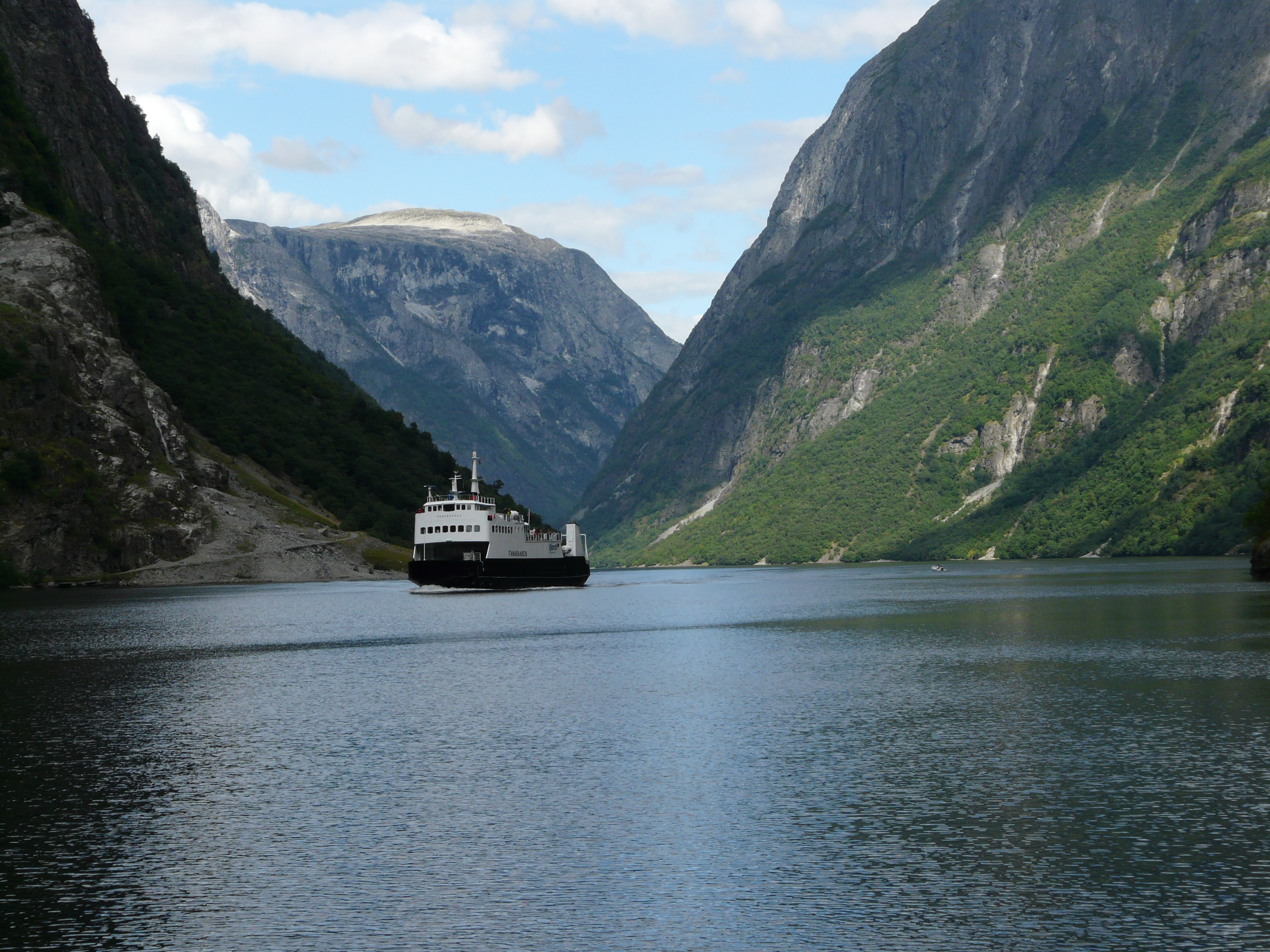
Ferri a Gudvangen
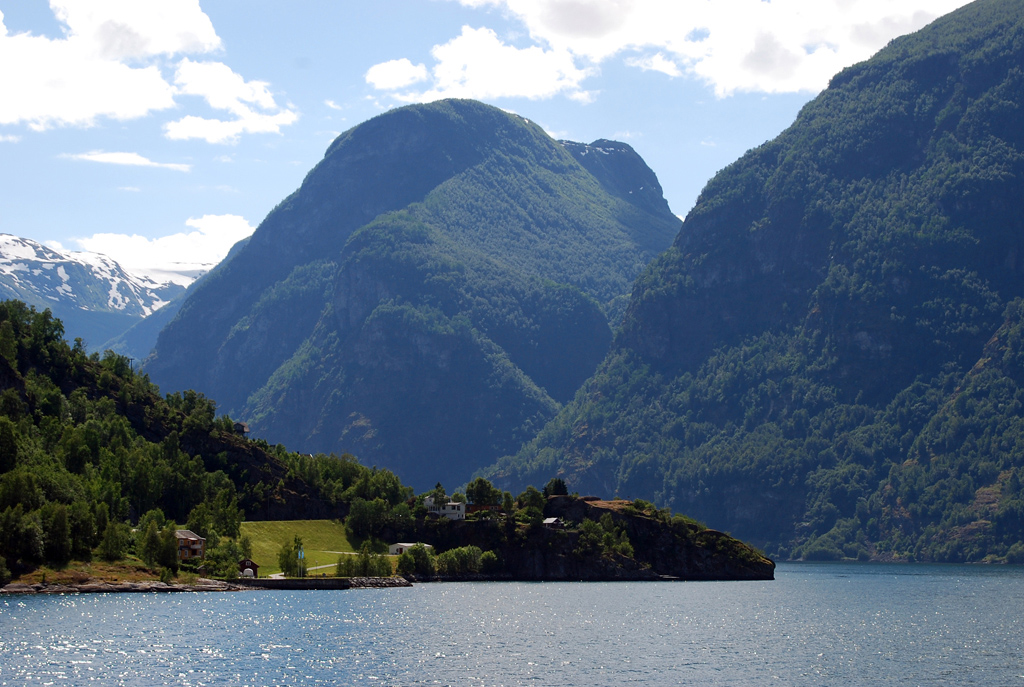
Nærøyfjord